# Maison-Roland
Maison-Roland (picardisch: Moaison-Roland) ist eine nordfranzösische Gemeinde mit 98 Einwohnern (Stand 1. Januar 2022) im Département Somme in der Region Hauts-de-France. Die Gemeinde liegt im Arrondissement Abbeville und ist Teil der Communauté de communes Ponthieu-Marquenterre und des Kantons Rue.

## Geographie
Die Gemeinde auf der Hochfläche des Ponthieu liegt rund fünf Kilometer nordnordöstlich von Ailly-le-Haut-Clocher größtenteils westlich der Römerstraße von Amiens nach Boulogne-sur-Mer, die später ein Teilstück des Systems der Chaussée Brunehaut wurde und jetzt die Départementsstraße D108 bildet. Das Gemeindegebiet liegt im Regionalen Naturpark Baie de Somme Picardie Maritime.

## Geschichte
Bei einem Einfall spanischer Truppen im Jahr 1647 wurden Souterrains („muches“) angelegt.
Die Herrschaft huldigte der Abtei Saint-Riquier.

## Einwohner
| 1962 | 1968 | 1975 | 1982 | 1990 | 1999 | 2006 | 2011 |
| ---- | ---- | ---- | ---- | ---- | ---- | ---- | ---- |
| 157  | 156  | 145  | 141  | 128  | 109  | 110  | 118  |

## Sehenswürdigkeiten
- Kirche Saint-Maurice